# Громадянська війна в Сальвадорі
Громадянська війна в Сальвадорі (ісп. guerra civil de El Salvador) — дванадцятирічний збройний конфлікт, який відбувався між урядом Сальвадору та Фронтом національного звільнення імені Фарабундо Марті (FMLN), коаліцією або «парасольковою організацією» лівих прокомуністичних рухів. Переворот 15 жовтня 1979 року, за яким послідували урядові вбивства протестуючих проти перевороту, розглядається багатьма дослідниками як початок громадянської війни. Офіційно війна закінчилася лише 16 січня 1992 року підписанням Чапультепекських мирних угод у Мехіко.
За даними ООН, у період з 1979 по 1992 рік війна забрала життя понад 75 000 людей, приблизно 8 000 людей зниклі безвісти. Порушення найосновніших прав людини — зокрема викрадення, катування та вбивство підозрюваних прихильників FMLN силами державної безпеки та воєнізованими ескадронами смерті — були поширеним явищем.
Уряд Сальвадору вважався союзником США в контексті Холодної війни. Під час адміністрацій Картера і Рейгана Сполучені Штати надавали уряду Сальвадору від 1 до 2 мільйонів доларів економічної допомоги на день. Американці також запроваджували значну підготовку сальвадорським військовим та надавали обладнання. У травні 1983 року повідомлялося, що американські військові офіцери працювали у складі Верховного командування Сальвадору і приймали важливі стратегічні та тактичні рішення.
Тактика боротьби з повстанцями, яку запроваджував уряд Сальвадору, часто була спрямована на цивільних некомбатантів. Загалом, за оцінками Організації Об'єднаних Націй, партизани FMLN були відповідальними за 5 відсотків звірств, скоєних під час громадянської війни, тоді як 85 відсотків були скоєні силами безпеки Сальвадору. Відповідальність за ці звірства епохи громадянської війни була скасована законом про амністію 1993 року. Однак у 2016 році Верховний суд Сальвадору постановив, що закон є неконституційним і що уряд Сальвадору може притягнути до відповідальності підозрюваних у воєнних злочинах.

## Історія

### Передумови
Президентські вибори 1972 року в Сальвадорі були затьмарені масовими фальсифікаціями, які сприяли підтримуваній військовими Партії національного примирення (ісп. Partido de Concertación Nacional, PCN), кандидат від якої Артуро Армандо Моліна був полковником армії Сальвадору. Опозиція уряду Моліни була сильною як з боку правих, так і лівих. Того ж року марксистсько-ленінська організація Народні визвольні сили Фарабундо Марті (ісп. Fuerzas Populares de Liberación Farabundo Martí (FPL)), створена в 1970 році як гілка Комуністичної партії Сальвадору, розпочала дрібномасштабні партизанські операції в Сальвадорі. Почали розвиватися й інші організації, наприклад, Народно-революційна армія (ЕРП).
Зростання лівих заколотів у Сальвадорі відбулося на тлі зростання цін на продукти харчування та зниження сільськогосподарського виробництва, що загострилося нафтовою кризою 1973 року. Це посилило існуючу в країні соціально-економічну нерівність, що призвело до посилення заворушень. У відповідь президент Моліна ввів низку заходів земельної реформи, закликаючи до перерозподілу великого землеволодіння серед селянського населення. Реформи зазнали невдачі, завдяки протидії земельної еліти, що посилило широке невдоволення урядом.
20 лютого 1977 року PCN перемогла Національний опозиційний союз (UNO) на президентських виборах. Як і у 1972 році, результати виборів 1977 року були фальсифікованими і віддали перемогу військовому кандидату, генералу Карлосу Умберто Ромеро. Спонсовані державою напіввійськові формування — такі як сумнозвісна Національна демократична організація (ісп. Organización Democrática Nacionalista, ORDEN) — під загрозою мачете примушували селян голосувати за кандидата-генерала. Період між виборами та офіційною інавгурацією президента Ромеро 1 липня 1977 року характеризувався масовими протестами з боку народного руху, на які уряд відповів репресіями проти протестувальників. 28 лютого 1977 року натовп політичних демонстрантів зібрався в центрі Сан-Сальвадору, щоб висловити своє незадоволення фальсифікацією виборів. На місце події прибули підрозділи сил безпеки і відкрили вогонь по юрбі, що призвело до масової бійні, оскільки вони без розбору вбивали демонстрантів і перехожих. За оцінками, кількість вбитих мирних жителів коливається від 200 до 1500 людей. Президент Моліна звинуватив у протестах «іноземних комуністів» і негайно вигнав низку провідних представників партії UNO з країни.
Репресії продовжилися і після інавгурації президента Ромеро, коли його новий уряд оголосив стан облоги в державі та призупинив дію громадянських свобод. У сільській місцевості аграрна еліта організувала та фінансувала воєнізовані ескадрони смерті, такі як сумно відомі озброєні загони Регаладо (FAR) на чолі з Ектором Регаладо. Хоча ескадрони смерті спочатку діяли автономно від військових Сальвадору та набиралися за рахунок цивільних (FAR, наприклад, виникла з бойскаутського загону), незабаром їх взяла під своє крило служба військової розвідки Сальвадору Агентства національної безпеки Сальвадору (ANSESAL). Цю організацію очолював майор Роберто Д'Обюіссон, і з часом перетворив її на важливу складову державного репресивного апарату, організувавши і влаштувавши вбивство тисяч лідерів профспілок, активістів, студентів і викладачів, підозрюваних у симпатіях до лівих. За даними Християнської юридичної допомоги в офісі архієпископа та провідної правозахисної групи Сальвадору на той час — урядовими силами в 1978 році скоєно вбивство 687 мирних жителів. У 1979 році кількість задокументованих вбивств зросла до 1796. Репресії спонукали багатьох у католицькій церкві засудити уряд, який у відповідь репресував духовенство.

### Переворот, репресії та повстання: 1979—1981
З наростанням напруженості та, перебуваючи на межі повстання, 15 жовтня 1979 року Революційна урядова рада Сальвадору (ісп. Junta Revolucionaria de Gobierno, JRG) скинула Ромеро в результаті перевороту. Сполучені Штати, побоюючись, що Сальвадор, як і Нікарагуа і Куба до нього, може бути захоплена комуністичними рухами вжила заходів щодо підтримки нового військового уряду, сподіваючись сприяти встановленню стабільності в країні.
3 січня 1980 року під тиском військових усі троє цивільних членів хунти пішли у відставку разом із 10 з 11 міністрів кабінету. 22 січня 1980 року національна гвардія Сальвадору напала на масову мирну демонстрацію, в результаті чого загинуло до 50 людей і ще сотні отримали поранення.
Урядова хунта прийняла програму земельної реформи, яка обмежила землеволодіння максимум 100 гектарами, націоналізувала банківську, кавову та цукрову промисловість, призначила вибори на лютий 1982 року і 6 листопада 1979 року розпустила воєнізований приватний ескадрон смерті (ісп. Organización Democrática Nacionalista (ORDEN).
Однак програма земельної реформи була сприйнята вороже з боку військової та економічної еліти Сальвадору, яка намагалася саботувати процес, як тільки він почався. Дізнавшись про намір уряду роздати землю селянам та організувати кооперативи, заможні сальвадорські землевласники почали вбивати власну худобу та перевозити цінне сільськогосподарське обладнання через кордон до Гватемали. Крім того, більшість лідерів кооперативів у сільській місцевості були вбиті або «зникли» невдовзі після обрання
24 березня 1980 року архієпископ Оскар Арнульфо Ромеро був убитий під час служіння Меси, наступного дня після того, як він закликав сальвадорських солдатів і співробітників сил безпеки не виконувати їхні накази вбивати мирних жителів Сальвадору.

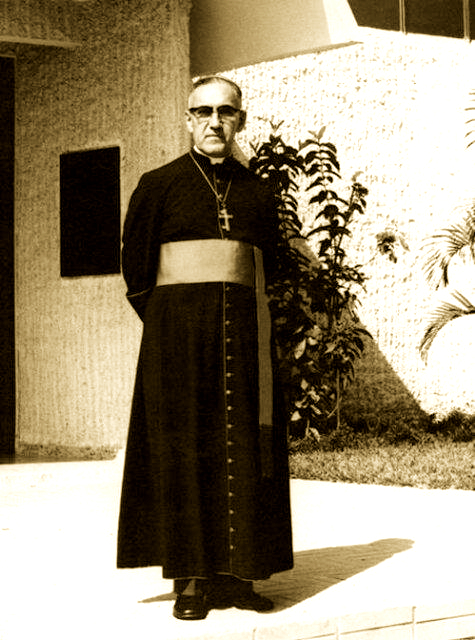
архієпископ Оскар Арнульфо Ромеро

2 грудня 1980 року члени Національної гвардії Сальвадору викрали, зґвалтували та вбили чотирьох американських жінок-католицьких церковників (трьох монахинь і мирянку), які були у католицькій місії допомоги, забезпечуючи їжу, притулок, транспорт, медичну допомогу та поховання жертв ескадронів смерті. Тільки в 1980 році в Сальвадорі було вбито щонайменше 20 релігійних працівників і священників. Протягом усієї війни вбивства церковних діячів продовжували мати місце.
Оскільки уряд розв'язав насильство проти своїх громадян, заохочуючи на це ескадрони смерті, а згодом і кадрових військових, багато громадян Сальвадору встали на заваді цьому терору. Незважаючи на величезний ризик, багато простих людей приєдналися до руху опору. Крім того, повстанці в громадянській війні розглядали свою підтримку спротиву як демонстрацію своєї опозиції до несправедливого ставлення владної еліти до селянських громад, яке вони відчували щодня, тому з цими повстаннями був пов'язаний класовий елемент. Таким чином, селянська організація зосередилася на тому, щоб використовувати свою боротьбу для об'єднання проти своїх гнобителів, не тільки проти уряду, але також і проти еліти, боротьба, яка невдовзі переросла в політичну кампанію, і ключовим гравцем на цьому політ став рух FMLN.
У перші місяці 1980 року сальвадорські партизанські групи, робітники, комуністи та соціалісти об'єдналися, щоб утворити Фронт національного визволення Фарабундо Марті (FMLN). FMLN негайно оголосив про плани повстання проти уряду, яке розпочалося 10 січня 1981 року з першого великого нападу FMLN. Атака встановила контроль над більшістю департаментів Морасан і Чалатенанго, що продовжилося протягом усієї війни. Також по всій країні були здійснені атаки на військові об'єкти, в результаті чого сотні людей загинули.
Набагато пізніше, у листопаді 1989 року, FMLN розпочав великий наступ, який застав сальвадорських військових зненацька, і їм вдалося взяти під контроль значні території країни та увійти до столиці Сан-Сальвадор. У Сан-Сальвадорі FMLN швидко взяла під контроль багато бідних районів, оскільки військові бомбили їхні позиції, зокрема житлові квартали, щоб вигнати прибічників FMLN. Цей великий наступ FMLN не увінчався успіхом і уряд повалити не вдалося, але переконав правлячі кола, що FMLN не можна перемогти силою зброї і що буде необхідне врегулювання ситуацію шляхом переговорів.
Намагаючись придушити повстання, збройні сили Сальвадору реалізували стратегію «випаленої землі» та прийняли тактику, подібну до тієї, яку використовували сили безпеки сусідньої Гватемали. Невід'ємною частиною стратегії боротьби з повстанцями Сальвадорської армії стало так зване «осушення моря», тобто ліквідація повстання шляхом знищення його баз підтримки в сільській місцевості. Основною метою було цивільне населення, яке переміщали в інші регіони або масово вбивали представників, щоб усунути імовірність створення можливої бази підтримки повстанців. Концепція «осушення моря» була заснована на доктрині Мао Цзедуна, яка підкреслювала, що «партизан повинен рухатися серед людей, як риба плаває в морі».

### Тимчасовий уряд і продовження насильства: 1982—1984
У 1982 році FMLN почала закликати до мирного врегулювання конфлікту в країні та створити «уряд широкої участі усіх верств населення». Адміністрація Рейгана заявила, що FMLN хоче створити комуністичну диктатуру. Вибори були перервані нападами правих воєнізованих формувань і бойкотами ідей, запропонованих FMLN. Національна федерація юристів Сальвадору, яка представляла всі асоціації адвокатів країни, відмовилася брати участь у розробці проекту закону про вибори 1982 року. Юристи заявили, що вибори не можуть бути вільними та чесними під час облогового стану, який призупиняє всі основні права та свободи.
Тим часом, напади на військові та промислові об'єкти з боку FMLN почали посилюватися. 27 січня 1982 року повстанці атакували базу ПС Ілопанго в Сан-Сальвадорі, знищивши значну частку авіації Повітряних сил Сальвадору: шість з 14 гелікоптерів UH-1 «Ірокез», п'ять з 18 винищувачів-бомбардувальників «Ураган» і три літаки C-47. У період з лютого по квітень було зафіксовано 439 диверсій. З січня по вересень кількість диверсій з використанням саморобних вибухових пристроїв або підпалів зросла до 782. Американське посольство оцінило збитки економічній інфраструктурі у 98 мільйонів доларів США. FMLN також проводила широкомасштабні операції в столиці та тимчасово окупувала міські центри всередині країни. За деякими даними, кількість повстанців коливалася від 4 до 5 тис.; інші джерела називають їх від 6 000 до 9 000 бойовиків.
29 квітня 1982 року в країні відбулися вибори тимчасового уряду. Законодавчі збори проголосували за трьох кандидатів, висунутих збройними силами; Альваро Альфредо Маганья Борха був обраний 36 голосами проти 17, випередивши кандидатів від Партії національного примирення та ультра-правого Національного республіканського альянсу (ARENA). 2 травня Маганья склав присягу.
Міжамериканська комісія з прав людини повідомила, що 24 травня 1982 року поблизу Пуерта-дель-Діабло, Панчімалько, приблизно в дванадцяти кілометрах від Сан-Сальвадору, було виявлено таємне заховання з трупами 150 зниклих осіб. 10 червня 1982 року майже 4000 сальвадорських військових провели операцію «зачистки» в контрольованій повстанцями провінції Чалатенанго. Повідомляється, що під час зачистки армійськими силами було вбито понад 600 мирних жителів. Сальвадорський польовий командир визнав, що невідома кількість цивільних, які підозрювалися в симпатії повстанцям або «масас», було вбито, оголосивши операцію успішною. Через дев'ятнадцять днів сальвадорські військові вбили 27 беззбройних мирних жителів під час рейду на один з кварталів у районі Сан-Сальвадору. Жінок зґвалтували та вбили. Усіх витягли з домівок на вулицю, а потім стратили. «Операція пройшла успішно», — йдеться у комюніке міністерства оборони Сальвадору. «Ця акція стала результатом навчання та професіоналізації наших офіцерів і солдатів».
Протягом 1982 та 1983 років урядові сили вбивали приблизно 8 000 мирних жителів на рік:3. Хоча ця цифра значно менша за цифри, про які повідомляли правозахисні групи у 1980 та 1981 роках, цілеспрямовані страти, а також невибіркові вбивства, тим не менш, залишалися невід'ємною політикою армії та сил внутрішньої безпеки, частина того, що професор Вільям Стенлі описав як «стратегію масового вбивства», покликану тероризувати цивільне населення, а також противників уряду.:225. Начальник штабу збройних сил Сальвадору генерал Адольфо Бландон заявив: «До 1983 року ми ніколи не брали військовополонених».

### Президентство Дуарте: 1984—1989
На виборах 1984 року християнський демократ Хосе Наполеон Дуарте виграв президентство (з 54 % голосів) у майора армії Роберто Д'Обюіссона з Національного республіканського альянсу (ARENA). Вибори проходили під контролем військових на тлі високого рівня репресій і насильства, однак кандидати, представники лівих партій та рухів, були відсторонені від участі. Побоюючись президентства Д'Обюіссона, звісного ультра-правого діяча, ЦРУ профінансувало кампанію Дуарте приблизно на два мільйони доларів. Загалом на вибори ЦРУ витратило 10 мільйонів доларів, на виборчі технології, адміністрації та міжнародних спостерігачів.
Після перемоги Дуарте порушення прав людини з боку армії та сил безпеки продовжилося, але зменшилося через зміни, що вносилися в систему структур безпеки. Політика уряду Дуарте полягала у спробі зробити три складові сил безпеки країни більш відповідальними перед урядом, передавши їх в безпосереднє підпорядкування віце-міністру оборони. Але всіма трьома силами продовжували окремо командувати офіцери регулярної армії, що, зважаючи на командну ієрархію в уряді, фактично нівелювало будь-які обумовленості про підзвітність. Уряд Дуарте також не зміг звільнити співробітників структур безпеки, які були причетні до грубих порушень прав людини, натомість лише відіславши їх на посади в інші регіони країни.
Поки уряд намагався провести реформу сил безпеки, армія продовжувала вбивати беззбройних мирних жителів у сільській місцевості. У звіті Americas Watch зазначається, що в липні 1984 року батальйон «Атлакатль» вбив 80 беззбройних мирних жителів у Кабанасі, а через місяць вчинив ще одну бійню, вбивши 50 переміщених осіб у провінції Чалатенанго. Жінок ґвалтували, а потім усіх цілеспрямовано страчували.
Протягом 1984 і 1985 років збройні сили Сальвадору запровадили низку програм «громадянських дій» у провінції Чалатенанго, що складалися зі створення «комітетів громадянської оборони» для охорони плантацій і підприємств від нападів повстанців і створення низки «зон вільного вогню».
У своєму щорічному огляді за 1987 рік Amnesty International повідомила, що «деякі з найбільш серйозних порушень прав людини виявлені в Центральній Америці», зокрема в Гватемалі та Сальвадоре, де «викрадення та вбивства людей служать систематичними механізмами уряду проти лівої опозиції». Деякі правозахисні групи пов'язували збільшення кількості вбивств і зникнень у стилі ескадронів смерті з відродженням народних рухів і організацій, які були знищені масовим державним терором на початку 1980-х років.
Під час обговорення Центральноамериканських мирних угод у 1987 році FMLN зажадала, щоб усі ескадрони смерті були розформовані, а їхніх члени притягнули до відповідальності. У жовтні 1987 року Сальвадорська асамблея схвалила амністію за злочини, пов'язані з громадянською війною. Закон про амністію вимагав звільнення всіх ув'язнених, підозрюваних у діяльності в партизанах і таких, хто їм симпатизував. Відповідно до цих законів було звільнено 400 політв'язнів. Повстанцям було надано п'ятнадцять днів, щоб передати себе силам безпеки в обмін на амністію. Незважаючи на амністію партизанам і політичним в'язням, амністію також надали військовослужбовцям, силам безпеки та воєнізованим формуванням, які були причетні до порушень прав людини і воєнних злочинів.
У жовтні 1988 року Amnesty International повідомила, що ескадрони смерті викрали, закатували та вбили сотні підозрюваних дисидентів за останні вісімнадцять місяців. Більшість постраждалих — члени профспілок та кооперативів, правозахисники, представники судової системи, які брали участь у спробах встановлення кримінальної відповідальності за порушення прав людини, біженці та переміщені особи, що повернулися, а також звільнені політичні в'язні. Жертв іноді безцеремонно розстрілювали з автомобілів, що проїжджали повз вулиць, вдень і на очах очевидців. В інших випадках жертв викрадали з їхніх будинків або прямо на вулицях, а їхні тіла знаходили скиданими далеко від місця викрадення. Інші насильно «зникли». Жертв «звичайно знаходили понівеченими, обезголовленими, розчленованими, задушеними або зі слідами тортур чи зґвалтування». Стиль ескадрону смерті полягав у тому, що «діяти таємно, але залишати понівечені тіла жертв як засіб жахати населення».
Обурений результатами дострокових виборів 1988 року та використанням військовими тактики терору та залякування виборців, 11 листопада 1989 року FMLN розпочав великий наступ, відомий як «останній наступ» 1989 року з метою повалення уряду президента Альфредо Кріштіані. Цей наступ перемістив епіцентр боїв у багаті передмістя Сан-Сальвадору, по суті, вперше в історії конфлікту, оскільки FMLN розпочав кампанію вибіркових вбивств політичних і військових діячів, цивільних чиновників і громадян вищого класу.
Уряд у відповідь поновив кампанію репресій, насамперед проти активістів демократичного сектору. Неурядова комісія з прав людини Сальвадору (CDHES) підрахувала 2868 вбивств збройними силами з травня 1989 року по травень 1990 року. Крім того, CDHES заявила, що урядові воєнізовані організації за той же період незаконно затримали 1916 осіб і через їх діяльність 250 зникли безвісти.
13 лютого батальйон «Атлакатль» напав на партизанський польовий госпіталь і вбив щонайменше 10 осіб, у тому числі п'ятьох пацієнтів, лікаря та медсестру. У двох жінок-жертв були ознаки зґвалтування перед стратою.
16 листопада 1989 року, через п'ять днів після початку наступу FMLN, солдати батальйону «Атлакатль» посеред ночі увійшли до кампусу Університету Центральної Америки і стратили шістьох священників-єзуїтів — Ігнасіо Еллакурія, Сегундо Монтеса, Ігнасіо Мартіна-Баро, Хоакіна Лопес-і-Лопеса, Хуана Рамона Морено і Амандо Лопеса — і їхніх домробітниць (мати і дочка, Ельба Рамос і Селія Марісела Рамос). Священників стягнули з ліжок у кампусі, застрелили з кулеметів, а їхні трупи понівечили. Через день в столиці Сан-Сальвадорі урядовими солдатами було вбито шість чоловіків і один юнак. За словами родичів та сусідів, які були свідками вбивств, шістьох чоловіків вишикували до мурованої стіни й розстріляли. Сьомого юнака, який випадково проходив у той час, також стратили.
Проте вбивство шести священників-єзуїтів і «останній наступ» FMLN на Сан-Сальвадор у листопаді 1989 року стали ключовими поворотними моментами, які посилили міжнародний тиск і внутрішній тиск з боку виснажених війною громадян щодо необхідності пошуку альтернатив тупику, в якому опинилася країна. Міжнародна підтримка FMLN зменшувалася на фоні завершальних подій Холодної війни, як і міжнародна підтримка збройних сил Сальвадору слабшала, оскільки адміністрація Рейгана поступилася місцем менш ідеологізованій адміністрації Буша, а кінець Холодної війни зменшив антикомуністичні побоювання щодо потенційного ефекту доміно в Центральній Америці.

### Наслідки
Наслідки громадянської війни, що тривала вже десять років, були жахливими. До кінця 1980-х років 75 % населення жили в бідності. Рівень життя більшості сальвадорців знизився на 30 % з 1983 року. Інфляція зросла майже на 40 %, втеча капіталу досягла приблизно 1 мільярда доларів, а економічна еліта уникала сплати податків. Безробіття або неповна зайнятість зросли до 50 %, більшість людей досі не мали доступу до чистої води чи медичної допомоги. Населення панічно боялося власних збройних сил. Незважаючи на майже 3 мільярди доларів американської економічної допомоги, дохід на душу населення знизився на третину.
Американська допомога розподілялася серед міських підприємств, хоча бідна більшість її майже не отримувала. Концентрація багатства була навіть вищою, ніж до програми земельної реформи, якою керували США. Аграрний закон приносив економічній еліті несподівані прибутки і кидав кооперативи в борги, через які вони не могли конкурувати на ринках капіталу. Олігархи часто відбирали землю у збанкрутілих селян, які не могли отримати кредит, необхідний для оплати насіння та добрив. Хоча «мало хто з бідних мріяв би вимагати правового захисту від власника землі, тому що практично жоден суддя не віддасть перевагу бідній людині». До 1989 року 1 % землевласників володів 41 % землі, що обробляється, тоді як 60 % сільського населення належало 0 % землі.